# Armuña de Almanzora
Armuña de Almanzora é um município da Espanha na província de Almería, comunidade autónoma da Andaluzia, de área 8 km² com população de 335 habitantes (2009) e densidade populacional de 41,88 hab./km².

## Demografia
| Variação demográfica do município entre 1991 e 2008 | Variação demográfica do município entre 1991 e 2008 | Variação demográfica do município entre 1991 e 2008 | Variação demográfica do município entre 1991 e 2008 | Variação demográfica do município entre 1991 e 2008 |
| --------------------------------------------------- | --------------------------------------------------- | --------------------------------------------------- | --------------------------------------------------- | --------------------------------------------------- |
| 1991                                                | 1996                                                | 2001                                                | 2004                                                | 2008                                                |
| 376                                                 | 339                                                 | 327                                                 | 310                                                 | 330                                                 |